# Шосе Режіса Біттенкоурта
Шосе Режіса Біттенкоурта (порт. Rodovia Régis Bittencourt), офіційне позначення SP-230) — федеральна автодорога на південному заході бразильського штату Сан-Паулу та на сході штату Парана, ділянка шосе BR-116, що перетинає з півдня на північ всю країну. Дорога сполучає міста Сан-Паулу і Куритиба.